# Montégut (Landes)
Montégut település Franciaországban, Landes megyében. Lakosainak száma 78 fő (2022. január 1.). Montégut Castex-d’Armagnac, Lannemaignan, Monguilhem, Arthez-d’Armagnac és Perquie községekkel határos.

## Népesség
A település népességének változása:
| Lakosok száma | 106  | 91   | 79   | 72   | 72   | 72   | 71   | 75   | 76   | 78   |
|               | 1968 | 1982 | 1990 | 2006 | 2013 | 2015 | 2017 | 2019 | 2020 | 2022 |